# Naroli
Naroli – miasto w zachodnich Indiach, w terytorium związkowym Dadra, Nagarhaweli, Daman i Diu. Według danych szacunkowych na rok 2022 liczyło 21 700 mieszkańców.